# Moran Mazor
Moran Mazor (hebr. מורן מזור; ur. 17 maja 1991 w Holonie) – izraelska piosenkarka pochodzenia gruzińskiego.

## Życiorys

### Wczesne lata
Urodziła się w Holonie, jest córką gruzińskich emigrantów, Nany i Rafiego. Ma dwóch młodszych braci, Eli’ada i Ohada.

### Kariera
W wieku czterech lat zaczęła naukę gry na fortepianie. Gdy miała 17 lat, została przyjęta do orkiestry wojskowej Sił Powietrznych Izraela. W 2011 roku wzięła udział w pierwszej edycji programu talent show Ejal Golan kore lach, w którym zajęła pierwsze miejsce.
W 2013 roku zgłosiła się z piosenką „Rak biszewilo” do konkursu Kedam Erowizjon 2013, będącego izraelskimi eliminacjami do 57. Konkursu Piosenki Eurowizji, którą napisał Gal Sarig, a skomponował Chen Harari. 28 lutego wystąpiła w trzecim półfinale selekcji i awansowała do finału, który odbył się 7 marca w Jerozolimie. Zajęła w nim pierwsze miejsce po zdobyciu 104 punktów i została ogłoszona reprezentantką Izraela w 58. Konkursie Piosenki Eurowizji w Malmö. Singel „Rak biszewilo” został wydany 1 marca, a 11 maja został opublikowany do niego teledysk.
Przed konkursem Mazor zatrudniła Johna Galliano, by zaprojektował jej suknię na występ w Malmö. Niedługo potem izraelska telewizja publiczna zwolniła go jednak z tej funkcji z powodu antysemickiego skandalu, który wywołał dwa lata wcześniej. 16 maja wystąpiła w drugim półfinale konkursu z 10. numerem startowym. Nie zakwalifikowała się do finału, zajmując 14. miejsce z liczbą 40 punktów.
11 czerwca 2013 wydała swój debiutancki album studyjny, zatytułowany Rak biszewilo, który składa się z dwunastu kompozycji. W październiku izraelska telewizja publiczna wyemitowała dokument o Mazor pod tytułem Dziewczyna w okularach, w którym została przedstawiona historia jej udziału w Konkursie Piosenki Eurowizji.

## Dyskografia

### Albumy studyjne
| Rok  | Dane dot. albumu                                                                                     |
| ---- | --- |
| 2013 | Rak biszewilo - Wydany: 11 czerwca 2013 - Wytwórnia: Liam Productions - Format: CD, digital download |

### Single
| Rok  | Tytuł           |
| ---- | --------------- |
| 2013 | „Rak biszewilo” |